# Matsuda (Kanagawa)
Matsuda (jap. 松田町, -machi) ist eine Stadt auf der Insel Honshū in Japan. Sie gehört zum Landkreis Ashigarakami in der Präfektur Kanagawa. Im Jahr 2018 zählte sie 10.962 Einwohner; bei einer Fläche von 37,75 km² entspricht dies einer Bevölkerungsdichte von 290 Einwohnern je km².

## Geographie
Matsuda liegt im westlichen Teil der Präfektur Kanagawa im Tanzawa-Bergland. Ganz im Süden des Stadtgebiets liegt die Mündung des Kawaoto in den Sakawa. In diesem Bereich, am äußersten nördlichen Rand der Ashigara-Ebene, ist die Bevölkerung hauptsächlich konzentriert. Der überwiegende Teil des Stadtgebiets befindet sich in hügeligem bis gebirgigem Gelände und erstreckt sich entlang dem Tal des Nakatsu, einem Zufluss des Kawaoto. In diesem dicht bewaldeten Tal liegt das Dorf Yadoriki. Die höchste Erhebung ist der Gipfel des Nabewari-yama auf 1272 m T.P. Nachbargemeinden sind Hadano im Osten, Ōi im Süden, Kaisei im Südwesten, Minamiashigara im Westen und Yamakita im Nordwesten.

## Geschichte
Während der Edo-Zeit gehörte das heutige Stadtgebiet zum Lehen Odawara in der Provinz Sagami. Nach der Abschaffung der Han im Jahr 1871 war es ein Teil der kurzlebigen Präfektur Ashigara, seit 1876 gehört es zur Präfektur Kanagawa. Am 1. April 1889 schlossen sich die Dörfer Matsudasōryō, Matsudasoshi und Kamiyama zur eigenständigen Gemeinde Matsuda im Landkreis Ashigarakami zusammen. Der Anschluss ans Eisenbahnnetz im selben Jahr löste einen Wachstumsschub aus, sodass Matsuda bereits am 1. April 1909 den Stadtstatus erhielt. Das Große Kantō-Erdbeben von 1923 richtete enorme Schäden an. 1927 eröffnete die Odakyū Dentetsu eine direkter verlaufende Bahnstrecke nach Tokio. Am 1. April 1955 erfolgte die Eingemeindung von Yadoriki. 1995 erreichte die Stadt mit 13.290 Einwohnern ihren Bevölkerungshöchststand, seither ist die Einwohnerzahl rückläufig.

## Verkehr
Im Stadtzentrum liegen zwei Bahnhöfe, der Bahnhof Matsuda an der Gotemba-Linie (Numazu–Odawara) und der Bahnhof Shin-Matsuda an der Odakyū Odawara-Linie (Odawara–Tokio-Shinjuku). Erschlossen wird die Stadt von der Tōmei-Autobahn, der wichtigsten Ost-West-Autobahnverbindung Japans, sowie von den Nationalstraßen 246 und 255.

## Sehenswürdigkeiten
Die touristische Hauptattraktion von Matsuda ist der Nishihirahata-Park nördlich des Stadtzentrums. Neben dem großen Kräutergarten mit zahlreichen angepflanzten Kräutersorten zieht auch eine Parkeisenbahn von 1,1 km Länge zahlreiche Besucher an. Ebenfalls sehenswert ist die Aussicht vom Park auf die Sagami-Bucht und den Fuji. Weitere Sehenswürdigkeiten sind der Emmei-ji-Tempel, der Samuta-Schrein, die Sake-Brauerei Nakazawa, der Yadoriki-Tierpark und ein Golfplatz.

## Bilder

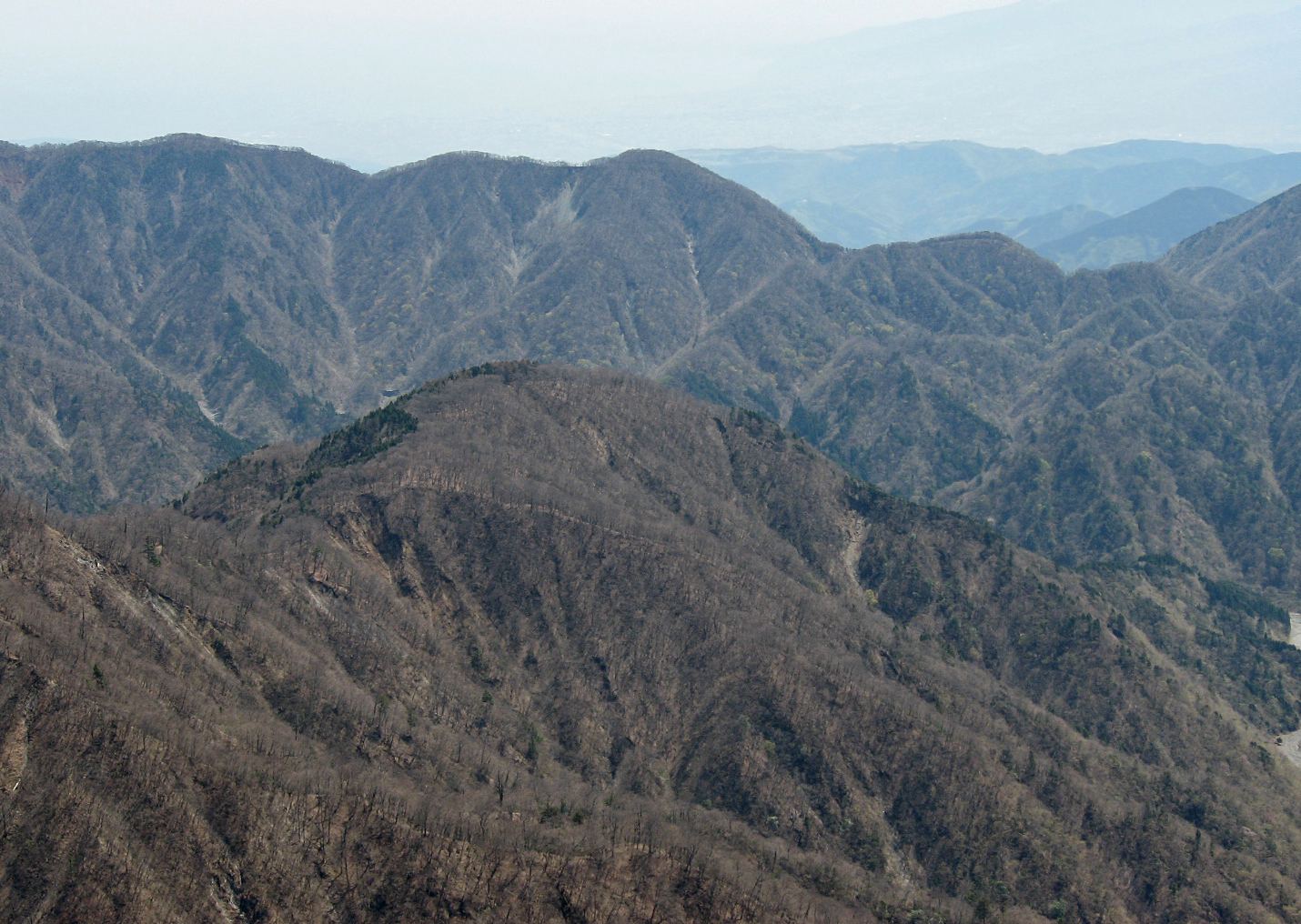
Nabewari-yama
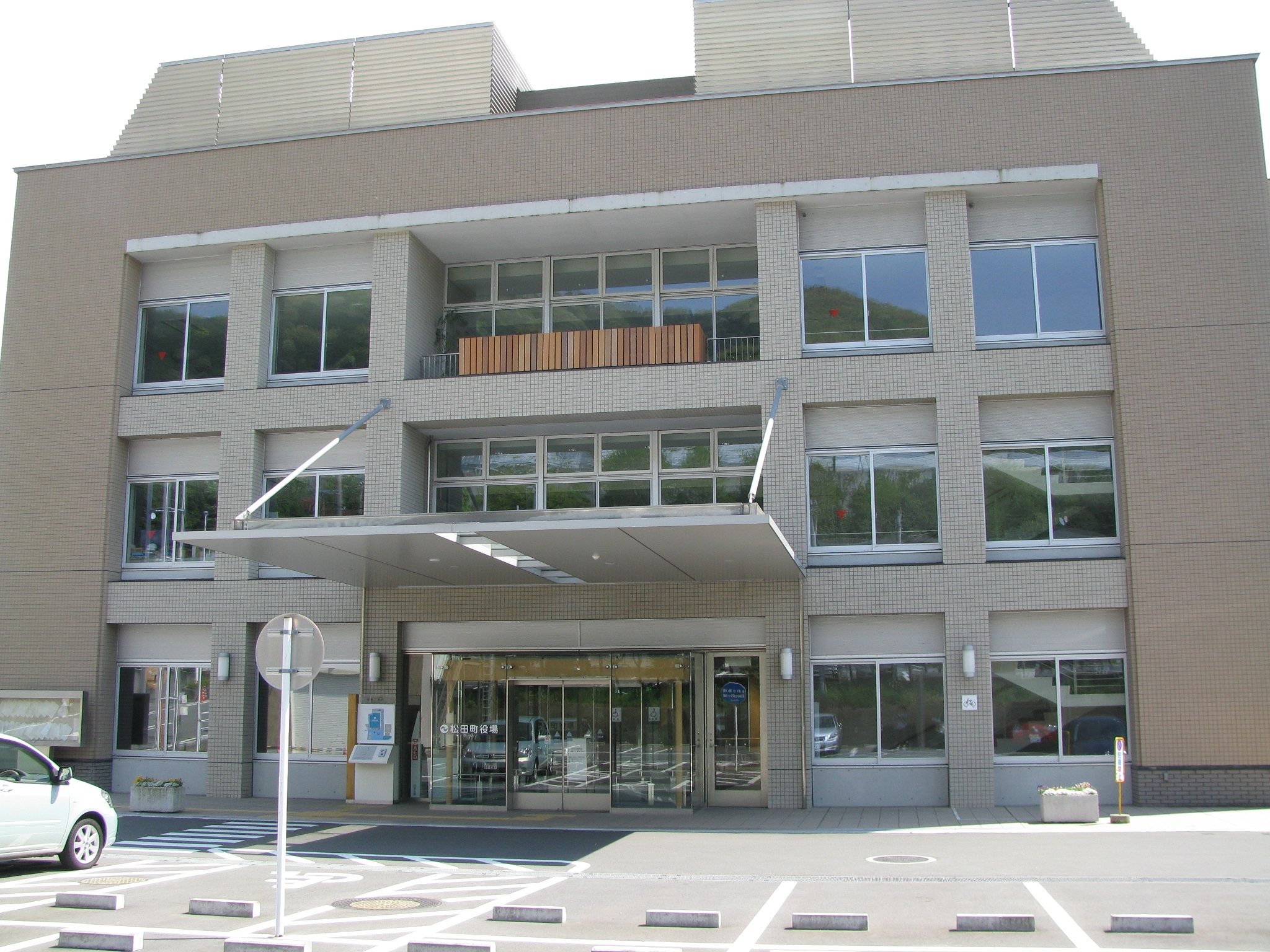
Rathaus
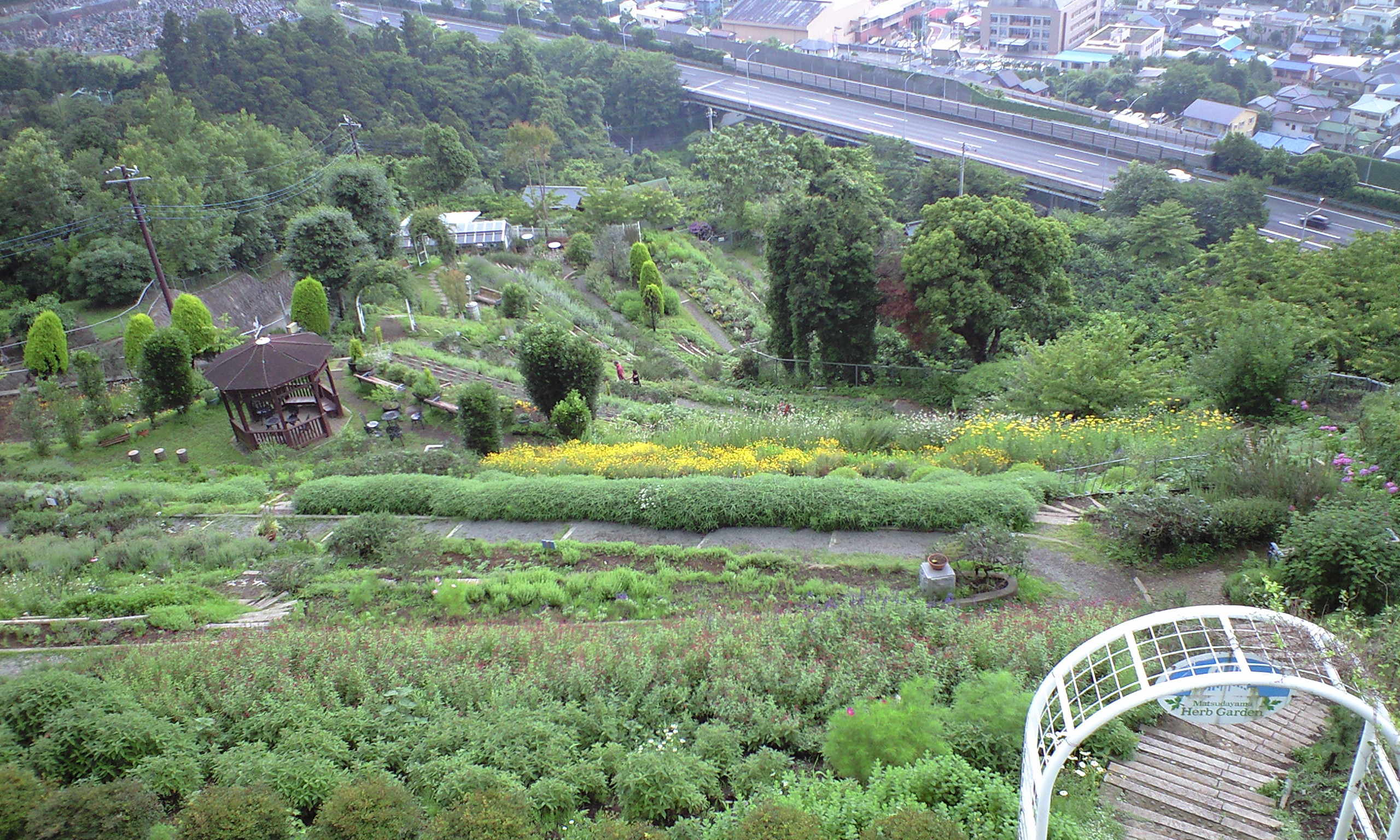
Kräutergarten im Nishihirahata-Park
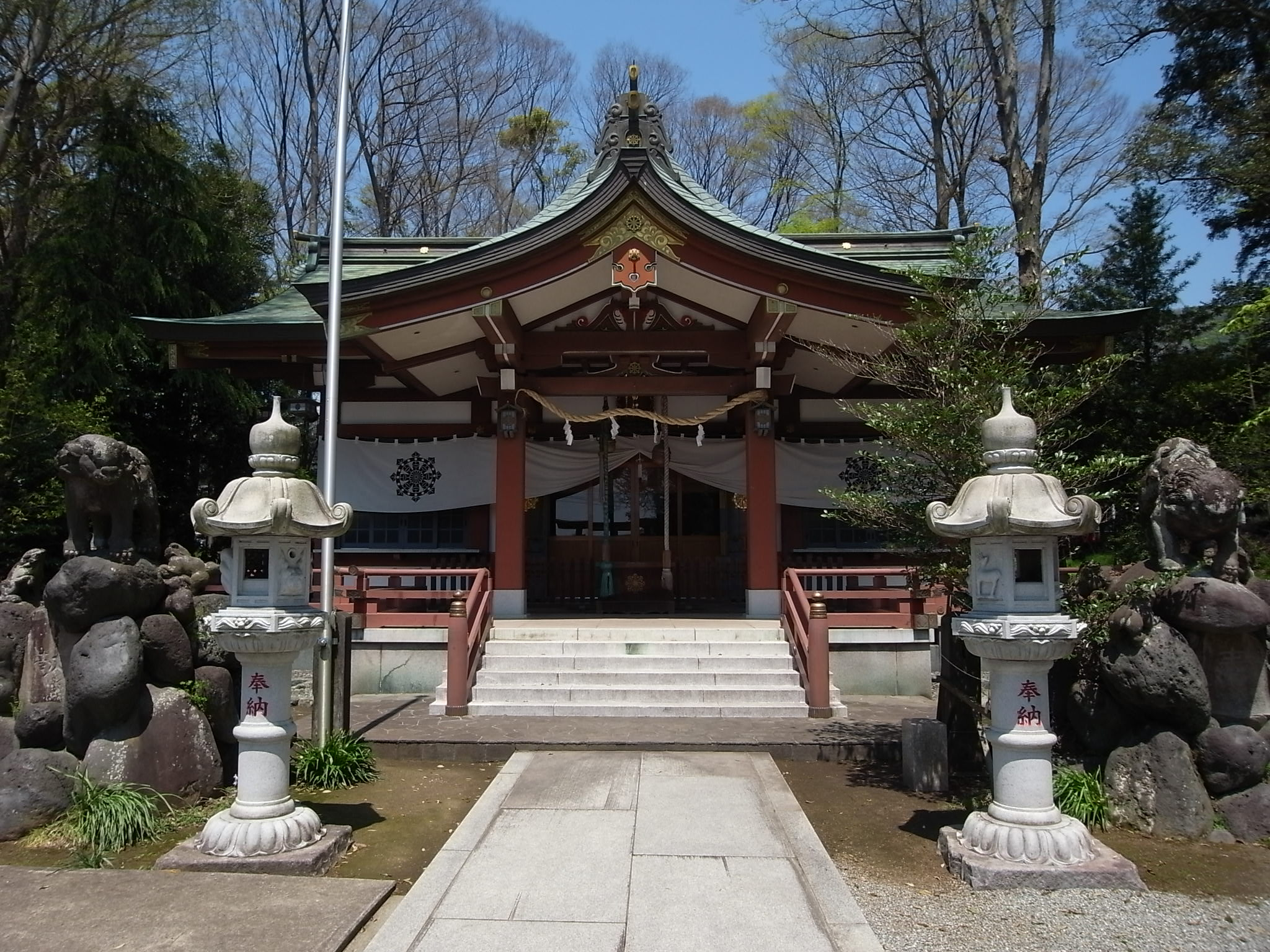
Samuta-Schrein